# Nederlands American Football Team
Het Nederlands American Football Team is het nationale Americanfootballteam van het Koninkrijk der Nederlanden. Het team valt onder de verantwoordelijkheid van de AFBN.

## Geschiedenis
Het Nederlands American Football Team speelde voor het eerst internationaal in 1987. Na het niet verder bereiken dan de eerste kwalificatie ronde in 1987 in Finland en 1989 in Duitsland, behaalde Oranje wel de 3e plek in het Europees kampioenschap in Finland. Na het weer niet doorkomen van de kwalificatierondes in 1993, gecombineerd met problemen binnen de bond, was het nationale team lange tijd afwezig van het internationale speelveld.
Negen jaar na het laatste interland dat was gespeeld kwam het Nederlands American Football Team terug op het internationaal niveau, onder de bijnaam The Dutch Lions. In 2003 eindigde The Dutch Lions op de 5e plek in het Europees kampioenschap voor C-landen, dat werd gespeeld in Denemarken, na verliezen op Rusland en Italië. 
Vier jaar later, in 2007, werd weer de 5e plaats ingenomen door Nederland na verloren te hebben op Zwitserland en Noorwegen. In 2012 leek het tij zich te gaan keren: Nederland werd 3e op het Europees kampioenschap voor C-landen, dat werd georganiseerd door Oostenrijk en Zwitserland. Na eerst nipt verloren te hebben van Servië werd er twee dagen later gewonnen van Rusland.
Volgend op dit resultaat sloegen de Dutch Lions een nieuw pad in. Onder leiding van hoofdcoach Winston Ronde en zijn opvolger Reyhan Agaoglu speelden de Dutch Lions elk jaar een aantal oefeninterlands. Door een terugkerende cyclus hoopte het team en de organisatie in een ritme te komen waardoor er bij een volgend EK een sterkere basis stond. Dit nieuwe tijdperk startte op 14 september 2013 met een oefeninterland tegen Polen, die overtuigend gewonnen werd met een score van 37-14. De wedstrijd werd gespeeld in Stadion Polonii in Warschau, Polen. Daaropvolgend werden in 2014 drie wedstrijden gespeeld tegen België, Tsjechië en Spanje, waarbij er van de Belgen en Spanjaarden werd gewonnen. 
Na een oefenwedstrijd tegen Zwitserland op 17 september 2015, die door de Lions met 12-0 verloren werd, stond er op 24 oktober een officiële match-up gepland tegen België. De wedstrijd, die diende als kwalificatie voor het EK in 2016, werd gespeeld in het Mandemakers Stadion van RKC Waalwijk. De Dutch Lions kregen een plek op het EK met een 17-03-overwinning op de Belgian Barbarians.

## All time-resultaten
| Datum      | Tegenstander                     | Locatie                                 | Score | Competitie                                  | Resultaat |
| ---------- | -------------------------------- | --------------------------------------- | ----- | ------------------------------------------- | --------- |
| 02-11-1986 | Groot-Brittannië                 | Alexander Stadium, Birmingham, GB       | 6–9   | EFAF European Championship Kwalificatie     | Verloren  |
| 16-11-1986 | Groot-Brittannië                 | vliegbasis Soesterberg, Soesterberg, NL | 5–24  | EFAF European Championship Kwalificatie     | Verloren  |
| 16-08-1991 | Groot-Brittannië                 | Unknown Stadium, Finland                | 3–49  | EFAF European Championship Halve-Finale     | Verloren  |
| 1991       | France                           | Unknown Stadium, Finland                | 17–12 | EFAF European Championship 3e Plaats        | Gewonnen  |
| 29-10-2002 | GERManiacs (German Universities) | Unknown Stadium, Nederland              | 19–18 | Oefeninterland                              | Gewonnen  |
| 29-07-2003 | Russia                           | Unknown Stadium, Denemarken             | 10–28 | EFAF C Group Championship                   | Verloren  |
| 31-07-2003 | Italy                            | Unknown Stadium, Denemarken             | 21–63 | EFAF C Group Championship                   | Verloren  |
| 14-08-2007 | Switzerland                      | Unknown Stadium, Switzerland            | 08–40 | EFAF C Group Championship                   | Verloren  |
| 16-08-2007 | Noorwegen                        | Unknown Stadium, Switzerland            | 00–27 | EFAF C Group Championship                   | Verloren  |
| 15-09-2012 | Servië                           | Unknown Stadium, Austria                | 14–21 | EFAF C Group Championship                   | Verloren  |
| 17-09-2012 | Rusland                          | Unknown Stadium, Austria                | 17–15 | EFAF C Group Championship                   | Gewonnen  |
| 14-09-2013 | Polen                            | Stadion Polonii, Warschau               | 37–14 | Oefeninterland                              | Gewonnen  |
| 19-07-2014 | Belgium                          | Oostende, Stadium de Schorre Oostende   | 13–38 | Oefeninterland                              | Gewonnen  |
| 22-09-2014 | Czech Republic                   | Stadion Slavia Vladivostocka, Prague    | 12–6  | Oefeninterland                              | Verloren  |
| 20-10-2014 | Spain                            | Stadion Geieg, Girona                   | 26–36 | Oefeninterland                              | Gewonnen  |
| 19-09-2015 | Switzerland                      | Stadion Lachen, Thun                    | 00–12 | Oefeninterland                              | Verloren  |
| 24-10-2015 | Belgium                          | Mandemakers Stadion, Waalwijk           | 17–03 | IFAF Europe 2016 Euro Qualifying Tournament | Gewonnen  |
| 16-09-2016 | Czech Republic                   | Sixway stadium, Worcester               | 13–20 | IFAF Europe 2016 Euro Qualifying Tournament | Verloren  |
| 18-09-2016 | Russia                           | Sixway stadium, Worcester               | 17–06 | IFAF Europe 2016 Euro Qualifying Tournament | Gewonnen  |